# Donna Dickenson
Donna Dickenson is een Engels-Amerikaans filosofe en ethica. Ze werd geboren in de Verenigde Staten. Ze studeerde rechten en politieke wetenschappen in Massachusetts en internationale betrekkingen in Londen. Ze werkte een aantal jaren als onderzoeksmedewerker aan Yale-universiteit. In 1973 verliet ze haar vaderland omdat ze het niet eens was het het beleid van de regering inzake de Vietnamoorlog. Ze ging in Engeland wonen, waar ze bijna twintig jaar aan de The Open University werkzaam zou zijn. Ze is met name bekend geworden met haar onderwijsprogramma over dood en doodgaan. Inmiddels hebben vele gezondheidswerkers deze module gevolgd. 
In 1989 promoveerde ze met een studie over Risk and Luck in de medische ethiek. Eind jaren negentig stapte ze over naar het Imperial College in Londen. Ze werkte daar sinds 1997 als onderzoeker in medische ethiek en recht. In 2001 werd ze hoogleraar aan de University of Birmingham, waar ze zelf een nieuw instituut voor Global Ethics oprichtte. In 2005 keerde zij terug naar Londen om hoogleraar te worden aan het Birkbeck College van de University of London. Ze raakte betrokken bij onderzoeksprojecten van de Europese Commissie. Enkele jaren later werd ze daar toegelaten tot het emeritaat.
Dickenson schreef zo'n twintig boeken en zestig artikelen over haar vakgebieden. Daarnaast is ze ook schrijfster van literaire biografieën, hoorspelen en een roman. Ze treedt regelmatig op in de media. 
Recenter heeft Donna Dickenson zich beziggehouden met vragen rondom rechtvaardigheid in de bio-ethiek. Eveline Brandt schreef in Trouw (14-02-2006): "Een vraagstuk als de positie van proefpersonen in ontwikkelingslanden bij farmaceutisch onderzoek. Een thema als de groeiende vraag naar weefsel uit vrouwenlichamen voor stamceltechnologie. Vaak houdt ze zich bezig met kwetsbare groepen, zoals stervenden of zieke jongeren en kinderen. Het treft haar daarbij hoe weinig zij te zeggen hebben over hun eigen medische behandeling". 
Vanwege haar werk kreeg zij in 2006 de Spinozalens. Deze prijs ging eerder naar Edward Said (1999), Avishai Margalit (2002) en Tzvetan Todorov (2004).
- Biblioteca Nacional de España: XX1005155
- Bibliothèque nationale de France: cb121069894 (data)
- CiNii: DA00421519
- Gemeinsame Normdatei: 130415243
- International Standard Name Identifier: 0000 0001 0886 3714
- Library of Congress Control Number: n85023829
- Bibliotheek van het Japanse parlement: 01156091
- Nationale Bibliotheek van Tsjechië: xx0114813
- Nationale Bibliotheek van Israël: 987007437868805171
- Nederlandse Thesaurus van Auteursnamen: 07285491X
- Système universitaire de documentation: 029443717
- Virtual International Authority File: 34487419
- WorldCat: E39PBJf4bB8HyXT7YyBh8mth73